# Cendrillon (film, 1914)
Pour les articles homonymes, voir Cendrillon (homonymie).
Pour plus de détails, voir Fiche technique et Distribution.
Cendrillon (Cinderella) est un film américain réalisé par James Kirkwood Sr., sorti en 1914.

## Fiche technique
- Titre original : Cinderella
- Titre français : Cendrillon
- Réalisation : James Kirkwood Sr.

## Distribution
- Mary Pickford : Cendrillon
- Owen Moore : le prince charmant